# Ken Utsui

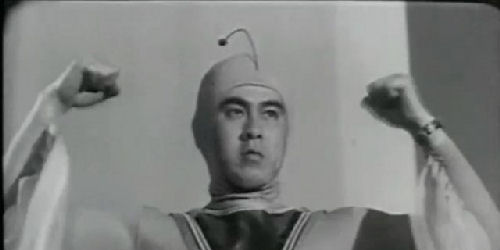
Utsui en Attack from Space.

Ken Utsui (宇津井健 Utsui Ken?) (24 de octubre de 1931 - 14 de marzo de 2014) fue un actor japonés que ha trabajado en teatro, cine y televisión desde la década de 1950 a la década de 2010.

## Carrera y muerte
Nacido en Tokio, Utsui entró en la compañía de teatro Haiyūza en 1952 y pronto fue seleccionado para protagonizar la película Seishun no izumi que fue producido por Haiyūza. En 1954, firmó un contrato con Shintoho y protagonizó 60 películas, entre ellas la serie Super Giant. Se trasladó a Daiei Film en 1963 y actuó en otras 52 películas. A partir de mediados de 1960, también comenzó a trabajar en la televisión, protagonizando muchos dramas de televisión, especialmente series de detectives como The Guardman y Sasurai keiji junjōhen, y algunas entregas de la serie Akai con Momoe Yamaguchi. Él murió el 14 de marzo de 2014, de causas naturales a la edad de 82 años.

## Filmografía selecta

### Cine
| Año  | Título                                                   | Personaje        |
| ---- | -------------------------------------------------------- | ---------------- |
| 1955 | Ningen gyorai kaiten (人間魚雷回天 Ningen gyorai kaiten) |                  |
| 1956 | Revenge of the Pearl Queen                               |                  |
| 1957 | Senun Ajia no joo (戦雲アジアの女王)                     |                  |
| 1964 | Evil Brain from Outer Space                              |                  |
| 1964 | Attack from Space                                        |                  |
| 1964 | Invaders from Space                                      |                  |
| 1964 | Atomic Rulers of the World                               |                  |
| 1964 | Giant Horde Beast Nezura                                 |                  |
| 1975 | The Bullet Train                                         |                  |
| 1999 | Saimin (催眠)                                            |                  |
| 2009 | Gokusen - The Movie                                      | Ryuichiro Kuroda |

### Televisión
| Año       | Título                      | Personaje                | Notas               |
| --------- | --------------------------- | ------------------------ | ------------------- |
| 1974      | Akai Meiro                  | Padre adoptivo           |                     |
| 1976      | Akai Unmei                  | Padre de Izumi           |                     |
| 1980      | Akai Shisen                 | Carjack víctima y piloto |                     |
| 1988      | Takeda Shingen              | Naoe Kagetsuna           |                     |
| 1988      | Onna tachi no Hyakuman goku | Maeda Toshiie            |                     |
| 2000      | Aoi Tokugawa Sandai         | Mōri Terumoto            |                     |
| 2002-2005 | Gokusen                     | Ryuichiro Kuroda         | Serie de televisión |
| 2009      | Tenchijin (天地人)          | Maeda Toshiie            |                     |